# Ricky Ponting
Ricky Thomas Ponting (Launceston, 19 dicembre 1974) è un crickettista australiano, considerato uno dei più forti battitori della storia di questo sport.
Ponting è stato capitano della nazionale Australiana in buona parte della cosiddetta epoca d'oro, nonché uno dei più vincenti nella storia di questo sport. 
Ponting è uno dei quattro giocatori ad aver segnato oltre 13000 corse nei test match (gli altri sono Sachin Tendulkar, Rahul Dravid e Jacques Kallis), oltre ad essere l'unico giocatore nella storia del cricket ad aver vinto 100 test match. È anche il primatista australiano per corse messe a segno con la divisa della nazionale sia nei test match che negli ODI.

## Biografia
Ponting ha iniziato la sua carriera professionistica nel 1992 nel Tasmania cricket team, squadra in cui ha militato per quasi tutta la propria carriera. Approfittando dello sfasamento dei calendari tra emisfero australe ed emisfero boreale ha giocato anche qualche stagione in India e nel Regno Unito nel periodo estivo, in cui le competizioni del suo paese sono ferme.
Pointing è stato un punto fermo della nazionale australiana che ha dominato la scena mondiale del cricket tra la fine degli anni novanta e l'inizio degli anni 2000, vincendo tre coppe del mondo consecutive (1999, 2003 e 2007). La sua prima convocazione in nazionale fu per un ODI nel febbraio del 1995 contro il Sudafrica. Nel dicembre dello stesso anno debuttò anche nel test cricket contro lo Sri Lanka. Nel 2004 è stato nominato capitano della squadra, carica che ha mantenuto fino al 2011. Si è ritirato dalla nazionale nel 2012 e definitivamente l'anno seguente.
Con la squadra australiana ha giocato 168 test match (record nazionale e secondo nella classifica mondiale dopo Sachin Tendulkar) marcando 41 centuries (cento o più runs in un solo innings) e un totale di 13.378 runs (secondo nella classifica mondiale). Ha giocato 375 ODI (record nazionale) marcando 13.704 runs (record nazionale, terzo nella classifica mondiale).
Oltre alle vittorie con le squadre di club e con la nazionale ha ottenuto innumerevoli riconoscimenti individuali. Tra questi spiccano i due Sir Garfield Sobers Trophy nel 2006 e nel 2007 e il Wisden Leading Cricketer in the World nel 2004.